# Parcieux
Parcieux település Franciaországban, Ain megyében. Lakosainak száma 1317 fő (2022. január 1.). Parcieux Civrieux, Massieux, Reyrieux és Quincieux községekkel határos.

## Népesség
A település népességének változása:
| Lakosok száma | 438  | 652  | 784  | 1018 | 1129 | 1171 | 1206 | 1229 | 1334 | 1317 |
|               | 1968 | 1982 | 1990 | 2006 | 2013 | 2015 | 2017 | 2019 | 2020 | 2022 |